# Умеренные (Дания)
Умеренные (дат. Moderaterne [mɔˈdɛʁɑˀtɐnə]) — либеральная политическая партия в Дании, основанная бывшим премьер-министром и действующим министром иностранных дел Ларсом Лёкке Расмуссеном.

## Основание и название
Название партии было объявлено Расмуссеном в программной речи 5 июня 2021 года. Он также заявил, что партия, скорее всего, будет официально создана после местных выборов 2021 года.
По словам Расмуссена, название вдохновлено:
- Вымышленной партией Moderaterne премьер-министра Биргитты Нюборг из политического сериала Борген (которая, в свою очередь, создавалась под влиянием Социал-либеральной партии)
- Шведской Умеренной партией, второй по величине в Риксдаге на тот момент.[4][5]

## Политическая позиция
Партию характеризуют как:
- Центристскую[6][7]
- Центр-правую[8]

Расмуссен описывает партию как центристскую, стремящуюся создать «прогресс и перемены на перекрестке между синим блоком, страдающим от ценностной политики, и красным блоком, застрявшим в прошлом представлении о личности и государстве». Таким образом, она не принадлежит ни к одному из традиционных блоков в Фолькетинге.